# Gry Larsen

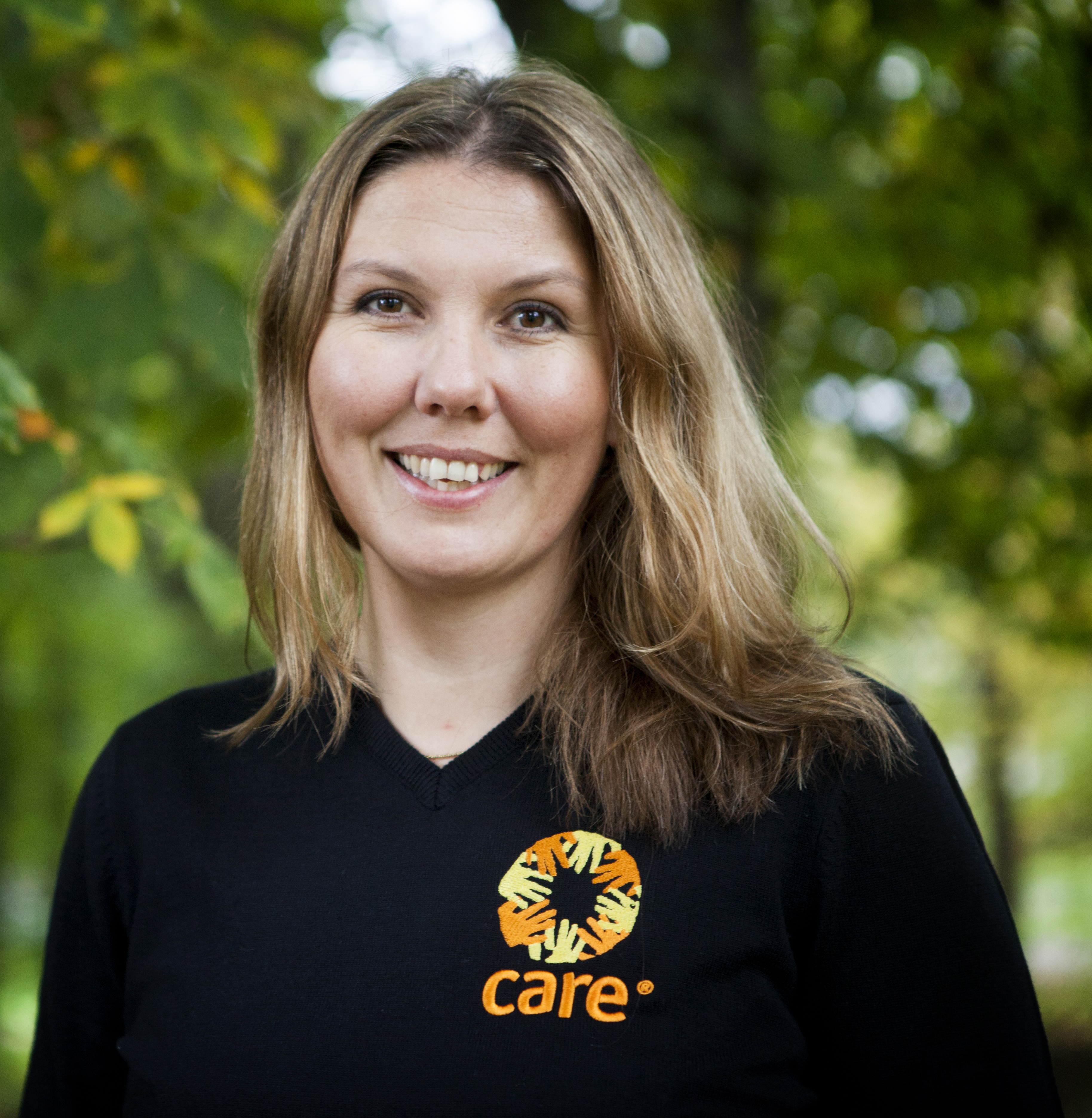
Gry Larsen, 2014

Gry Larsen (* 7. November 1975) ist eine norwegische Politikerin der sozialdemokratischen Arbeiderpartiet (Ap). Sie war von 2002 bis 2006 Vorsitzende der Arbeidernes Ungdomsfylking (AUF) und von 2009 bis 2013 Staatssekretärin in der Regierung Stoltenberg II. Seit 2024 ist sie Mitglied im Norwegischen Nobelkomitee.

## Leben
Larsen wuchs in einer der Arbeiderpartiet nahestehenden Familie aus Jevnaker auf. Im Alter von drei bis fünf Jahren lebte sie in Kenia, später wohnte sie in Namibia. Nach ihrer Rückkehr nach Norwegen wurde sie Mitglied in der Parteijugend der Arbeiderpartiet, dem Arbeidernes Ungdomsfylking (AUF). Im Jahr 1996 stand Larsen der AUF in der Provinz Oppland vor. 1998 wurde sie Mitglied im Vorstand auf Landesebene, bevor sie von 2000 bis 2002 stellvertretende Vorsitzende der Organisation wurde. Von 2002 bis 2006 fungierte sie als AUF-Vorsitzende, nachdem sie im Jahr 2002 eine Kampfabstimmung mit drei Stimmen Vorsprung gegen Eva Kristin Hansen gewonnen hatte.
Larsen war in der Zeit von 1997 bis 2001 sowie von 2005 bis 2009 sogenannte Vararepresentantin, also Ersatzabgeordnete, für den Wahlkreis Oppland im norwegischen Parlament Storting. Dabei kam sie allerdings zu keinem Einsatz. Zwischen Oktober 2005 und April 2009 war sie als politische Referentin im norwegischen Außenministerium unter dem damaligen Außenminister Jonas Gahr Støre tätig. Ihre Arbeit dort führte Anfang 2006 zu Kritik in der AUF, da sich die AUF für einen Boykott israelischer Waren aussprach. Larsen, die zu diesem Zeitpunkt noch Vorsitzende der Jugendpartei war, stellte sich jedoch hinter die Linie der Regierung, die gegen einen solchen Boykott war. Am 24. April 2009 wurde sie zur Staatssekretärin in diesem Ministerium ernannt, nachdem Raymond Johansen den Posten verließ. Dieses Amt übte sie bis zum Abgang der zweiten Regierung Stoltenbergs am 16. Oktober 2013 aus. Anschließend wurde sie Kommunikations- und Organisationsleiterin in der Ap.
Von 2015 bis 2020 fungierte Larsen als Generalsekretärin der Hilfsorganisation CARE International in Norwegen. Anschließend ging sie zu Grieg Maturitas über. Ab 2023 war sie dort als Geschäftsführerin tätig. Im Februar 2024 wählte das Storting sie für eine Zeit von sechs Jahren zum Mitglied im Norwegischen Nobelkomitee. Sie war als Kandidatin der Arbeiderpartiet in die Abstimmung gegangen.